# Adolphe Jung
Adolphe Jung (Schiltigheim, 17 december 1902 - Straatsburg, 1 juli 1992) was een Frans chirurg en hoogleraar in o.a. de chirurgische pathologie. Tijdens de Tweede Wereldoorlog was hij betrokken bij spionage voor de Verenigde Staten en Frankrijk tegen Nazi-Duitsland.

## Levensloop en carrière

### Voor de Tweede Wereldoorlog
Adolphe Jung kwam uit een Elzasser familie van winkeliers. Zijn vader bezat een warenhuis, dat later door Adolphes broer werd voortgezet en nog uitgebreid.
Jung was zelf Franstalig. In zijn jeugd lag zijn geboortestreek, de Elzas, nog in Duitsland, zodat hij als 16-jarige eerst een Duits eindexamen gymnasium (Abitur) moest doen. Om daarna, zoals de bedoeling was, in Straatsburg en daarna in Parijs geneeskunde te kunnen studeren, haalde hij korte tijd later ook een Frans diploma. Hij was een student en daarna assistent en goede vriend van een zeer befaamde Franse chirurg, René Leriche. Deze was van 1924 tot 1940 met een onderbreking van twee jaar chef van de afdeling klinische chirurgie aan het universiteitsziekenhuis van Straatsburg. In 1928 promoveerde Jung bij Leriche. Hij vervulde vervolgens zijn militaire dienstplicht als chirurg in een militair hospitaal te Oujda, Marokko, dat toen onder Frans bestuur stond. Daarna kreeg hij een studiebeurs, die hem in staat stelde, in de Verenigde Staten verder studie en onderzoek te verrichten. De bekendste geleerde daar, met wie Jung samenwerkte (en ook een nauwe vriendschap sloot) was Michael DeBakey uit New Orleans.

### 1939-1942
In 1939, kort voor het uitbreken van de Tweede Wereldoorlog, keerde Jung naar Straatsburg terug. Hij werd aan de universiteit van Straatsburg buitengewoon hoogleraar. Na het uitbreken van de oorlog was hij opnieuw legerarts, en kreeg voor zijn inzet het Croix de Guerre. Na de Franse capitulatie keerde Jung terug naar Straatsburg en kwam daar al gauw in moeilijkheden. De Duitsers hadden de Elzas geannexeerd en de universiteit van Straatsburg verduitst en genazificeerd. Wilde Jung daar professor kunnen blijven, moest hij de Duitse nationaliteit aannemen en lid worden van Adolf Hitlers NSDAP. Jung weigerde dit en nam ontslag. Hij werd vanwege zijn afkomst echter als Volksduitser beschouwd, en in maart 1942 gedwongen om in Duitsland als arts te werken. Jung, die intussen getrouwd was en vader van twee zoons was geworden, werd door de Duitse autoriteiten gewantrouwd, en zijn gezin werd min of meer gegijzeld: ze moesten zich wekelijks bij de Gestapo melden. Jung wist contact op te nemen met de chef-arts van het Berlijnse ziekenhuis Charité, de chirurg Ferdinand Sauerbruch. Deze hielp Jung en gaf hem in oktober 1942 een betrekking als zijn assistent te Berlijn. Jung ging privé-patiënten van Sauerbruch behandelen.

### Geallieerd spion
Via Sauerbruchs secretaresse Maria Fritsch leerde Jung rond de jaarwisseling 1942/1943 Fritz Kolbe kennen, de minnaar van Fritsch. Kolbe, die toegang had tot Duitse staatsgeheimen, informeerde Jung over Duitse plannen om in Frankrijk de invloedrijke kardinaal Gerlier te arresteren. Jung wist zijn broer Robert in Straatsburg en enige anti-nazigezinde Franse functionarissen hiervan op de hoogte te stellen.
Daarna vormden Kolbe en Jung een spionageteam in de Charité. Ze verzamelden, kopieerden en sorteerden door Kolbe gestolen Duitse staatsgeheimen (Geheime Reichssachen) en sluisden die via vertrouwde koeriers door naar Zwitserland, waar de gegevens in handen kwamen van de Amerikaan Allen Welsh Dulles, de latere oprichter van de CIA. Ook begeleidde Jung Sauerbruch op dienstreizen naar Frankrijk - Sauerbruch was belast met inspecties van lazaretten in de door Nazi-Duitsland bezette gebieden- en wist daar ook nog enige gestolen documenten in handen te spelen van de Résistance.

### Na de oorlog
Na de val van Berlijn in april 1945 ontkwam Jung naar Straatsburg en kon zijn carrière als medisch wetenschapper hervatten. Kort na de oorlog gaf hij veel lezingen en gastcolleges in de Verenigde Staten. Van 1956-1974 was hij hoogleraar chirurgische pathologie in Straatsburg. Hij richtte daar ook een laboratorium voor die medische discipline op.
Jung schreef belangrijke publicaties over chirurgie van het orthosympathisch zenuwstelsel. Ook ontwikkelde hij een procedé voor operaties aan de uncus gyri parahippocampalis in de hersenen.
Na zijn pensionering in 1974 was hij nog lange tijd actief als vertaler van medische vakliteratuur. Jung stierf te midden van zijn familie in 1992.
Jung was Officier in de Franse Orde van de Academische Palmen en Officier in het Legioen van Eer.

## Nalatenschap
Jung hield onder andere tijdens zijn jaren in Berlijn een geheim dagboek bij. In 2000 werd dit door zijn schoondochter Marie-Christine ontdekt en overgetypt. Zij gaf er de naam Un Chirurgien dans la Tourmente (Een chirurg in de storm) aan. Jung beschreef hierin zijn chef, Ferdinand Sauerbruch, nauwkeurig. Daarin schetst Jung een beeld van Sauerbruch, dat deze weliswaar zeer Duits-vaderlandslievend was, maar ook een tegenstander van Hitlers antisemitisme. Jung beschrijft, dat Sauerbruch, tegen het verbod daarop in, Joodse patiënten bleef behandelen, en er één keer in slaagde, een Jood uit handen van de Gestapo te houden.
In 2019 kreeg de Duitse historicus Christian Hardinghaus toestemming, Jungs memoires te verwerken in een biografie over Sauerbruch.